# Cezieni
Cezieni est une commune roumaine située dans le județ d'Olt.